# Nome botânico
Em  botânica, o nome botânico é o nome único atribuído para cada planta. Dependendo da natureza da planta a ser nomeada, a planta recebe um nome científico (se for uma planta silvestre), ou o nome do cultivar (se for uma planta cultivada), ou um nome de híbrido (se for uma planta híbrida).
Às taxa de plantas silvestres são atribuídas um nome científico segundo os princípios descritos no Código Internacional de Nomenclatura Botânica. Os nomes de plantas cultivadas e as híbridas possuem suas própria regras, que estão descritas no Código Internacional de Nomenclatura de Plantas Cultivadas, que funciona como um complemento da anterior.
O objetivo da nomenclatura botânica é existir um nome inequívoco e universal para cada espécie, para cada táxon e, quando possível, para cada cultivar e cada híbrido.

### Códigos Internacionais de Nomenclatura citados neste artigo
- Greuter, W. et al. 2000. International Code of Botanical Nomenclature (St. Louis Code). Gantner/Koeltz (conteúdo  online aqui)
- C.D. Brickell et al. 2004. International Code of Nomenclature for Cultivated Plants. (alguns artigos  online aqui).